# Ball (Game & Watch)
Ball (también conocido como Toss Up) fue el primer videojuego de la serie Game & Watch creado. Inauguró la serie "Silver" de Game & Watch el 28 de abril de 1980 en los Estados Unidos. El objetivo del juego es atrapar las pelotas que caen desde el cielo y tirarlas nuevamente, de una manera similar a un malabarista.

## Modo de juego
El jugador lanza tres pelotas al aire. Mientras éstas pelotas van cayendo, el jugador debe atraparlas y volver a lanzarlas, ganando un punto por cada vez que realice esto. Si alguna de las tres pelotas cae, el juego termina.

## Otras apariciones
El juego Ball también apareció en el año 1994, entre la colección del juego Game Boy Gallery. Tiempo después, este juego apareció en Game & Watch Gallery 2, en 1998. También hace una aparición en Super Smash Bros. Melee y Super Smash Bros. Brawl, en la cual Mr. Game and Watch (personaje del juego Ball y varios más) comienza a hacer malabarismo con la persona que ha agarrado.
Este título fue reeditado exclusivamente a través del Club Nintendo para celebrar el 30 aniversario del lanzamiento de las Game & Watch. La reedición tiene serigrafiado el logotipo del Club Nintendo en la carcasa trasera. La nueva versión tiene la opción de silenciar el sonido pulsando el botón Time durante el juego. El anuncio de esta reedición se produjo en noviembre de 2009, y comenzó a distribuirse en abril de 2010 para los miembros Platinum del club. Para los miembros del Club Nintendo de Norteamérica el juego estaba disponible por 1200 monedas a partir de febrero de 2011. Para los miembros del Club Nintendo Europa estaba disponible por 7500 estrellas a partir de noviembre de 2011.